# Havasköz
Havasköz (ukránul: Люта) település Ukrajnában, Kárpátalján, az Ungvári járásban.

## Fekvése
Nagybereznától keletre, Sóhát és Tiha közt, a Lyuta-patak mellett fekvő település.

## Nevének eredete
Neve víznévi eredetű. A Lykra-folyóról vette nevét, mely mellett települt. Neve valószínűleg az ősszláv ljuty (bősz, gonosz, kegyetlen) nőnemű alakja, vagy a szláv ljuty (szikla) köznév, mivel a falu magas hegyek közt található. Ukrán nyelvészek szerint neve az ukrán nyelvjárás ljut (kosz, sár, mocsár) szóra vezethetők vissza.

## Története
Havasköz (Lyuta) nevét 1599-ben említette először oklevél. 1728-ban, 1773-ban Lyutta, 1913-ban Havasköz néven írták.
1910-ben 2936 lakosából 56 magyar, 109 német, 2771 ruszin volt. Ebből 2796 görögkatolikus, 116 izraelita volt. A trianoni békeszerződés előtt Ung vármegye, Nagybereznai járásához tartozott. 
2025-ben a falu lakossága 2031 fő volt.

## Népesség
| 2001 | 2 417 |

A népesség anyanyelv szerinti megoszlása a teljes népesség %-ában (2001)